# Sphaeroniscus tukeitanus
Sphaeroniscus tukeitanus är en kräftdjursart som beskrevs av Van Name 1936. Sphaeroniscus tukeitanus ingår i släktet Sphaeroniscus och familjen Scleropactidae. Inga underarter finns listade i Catalogue of Life.